# 릴라 수도원

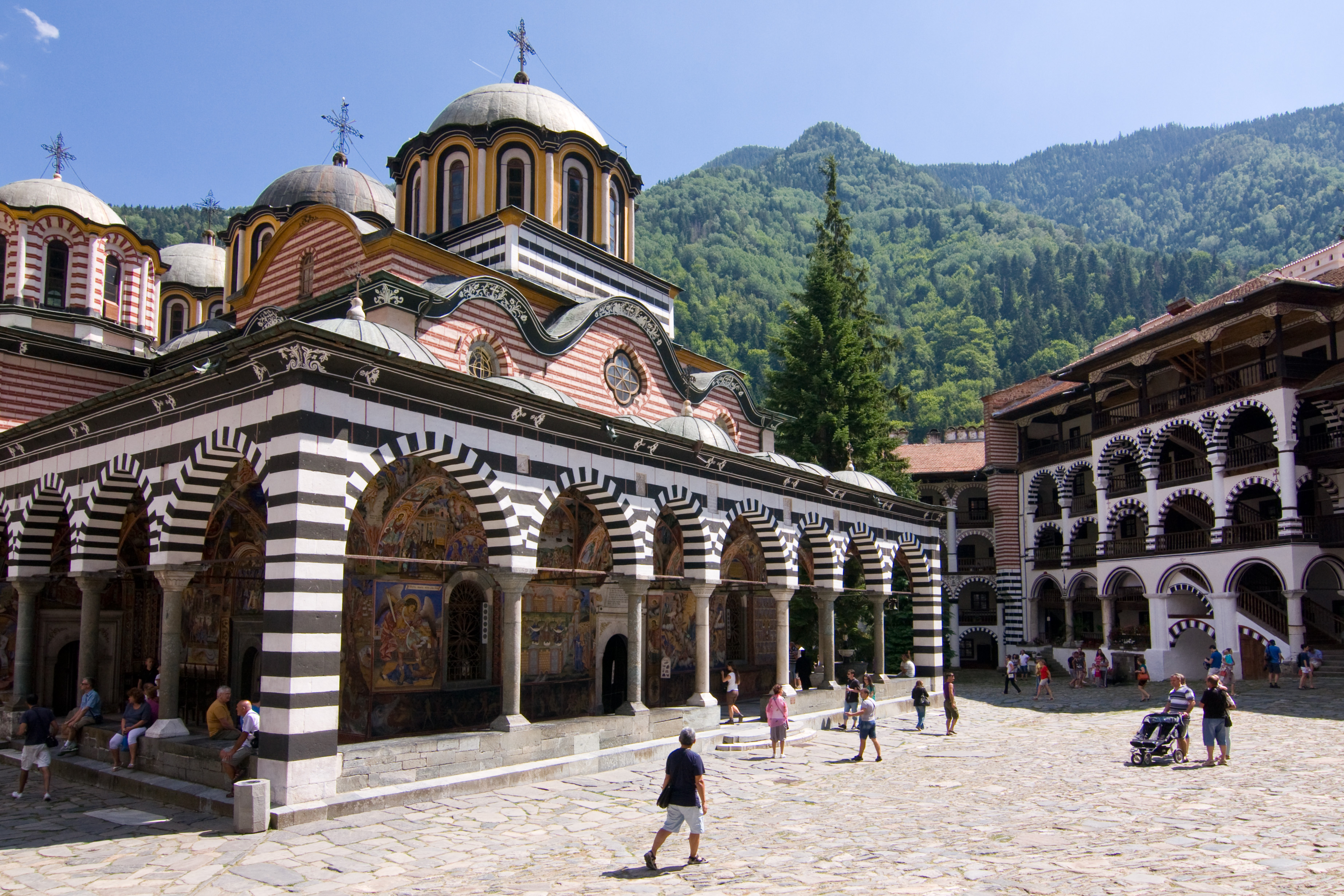
릴라 수도원

릴라 수도원(불가리아어: Рилски манастир)은 불가리아 남서부 릴라산맥에 위치한 동방 정교회 수도원이다. 불가리아의 수도인 소피아에서 남서쪽으로 117km 정도 떨어진 곳에 위치한다. 수도원 안에는 교회, 주거 구역, 박물관이 들어서 있다.
927년 이반 릴스키(릴라의 이반)에 의해 설립되었다. 수도원이 설립된 이후에는 불가리아의 통치자들의 후원을 받았으며 특히 불가리아 제2제국의 거의 모든 차르들이 수도원에 기부 활동을 진행했다. 12세기부터 14세기까지는 불가리아 국민들로부터 문화적, 정신적 중심지 역할을 했다.
14세기 말에 일어난 오스만 제국의 불가리아 침공으로 인해 수도원은 한동안 폐허로 남아 있었지만 15세기 중반에 재건되었다. 15세기 말에는 아토스산에 있던 로시콘(Rossikon) 수도원, 러시아 정교회의 후원을 통해 이반 릴스키의 유품이 수도원으로 이전했고 두프니차에서 온 3명의 형제들에 의해 개축이 진행되었다. 수도원 안에 있는 복합 건축물들은 불가리아가 외세의 지배를 받던 동안에 불가리아의 언어, 문화를 소장하는 역할을 수행했다.
불가리아 부흥기(18세기~19세기) 시대에 수도원은 큰 변화를 맞았다. 1833년에는 화재로 인해 파괴되기도 했지만 1834년부터 1862년까지 진행된 불가리아 국민들의 지원을 통해 재건되었다. 1816년에는 수도원 내에 주거 구역이 건설되었고 1844년에는 종탑이 설립되었다. 또한 수도사들에 의해 수도원 내에 학교가 설치되었다.
1976년에는 불가리아 국립사적지로 지정되었으며 1983년에는 유네스코가 지정한 세계유산에 등재되었다. 1991년 이후부터는 불가리아 정교회 소유로 남아 있다. 2002년 5월 25일에는 불가리아를 방문한 교황 요한 바오로 2세가 이 곳을 순례하기도 했다.